# 네페르티티 흉상

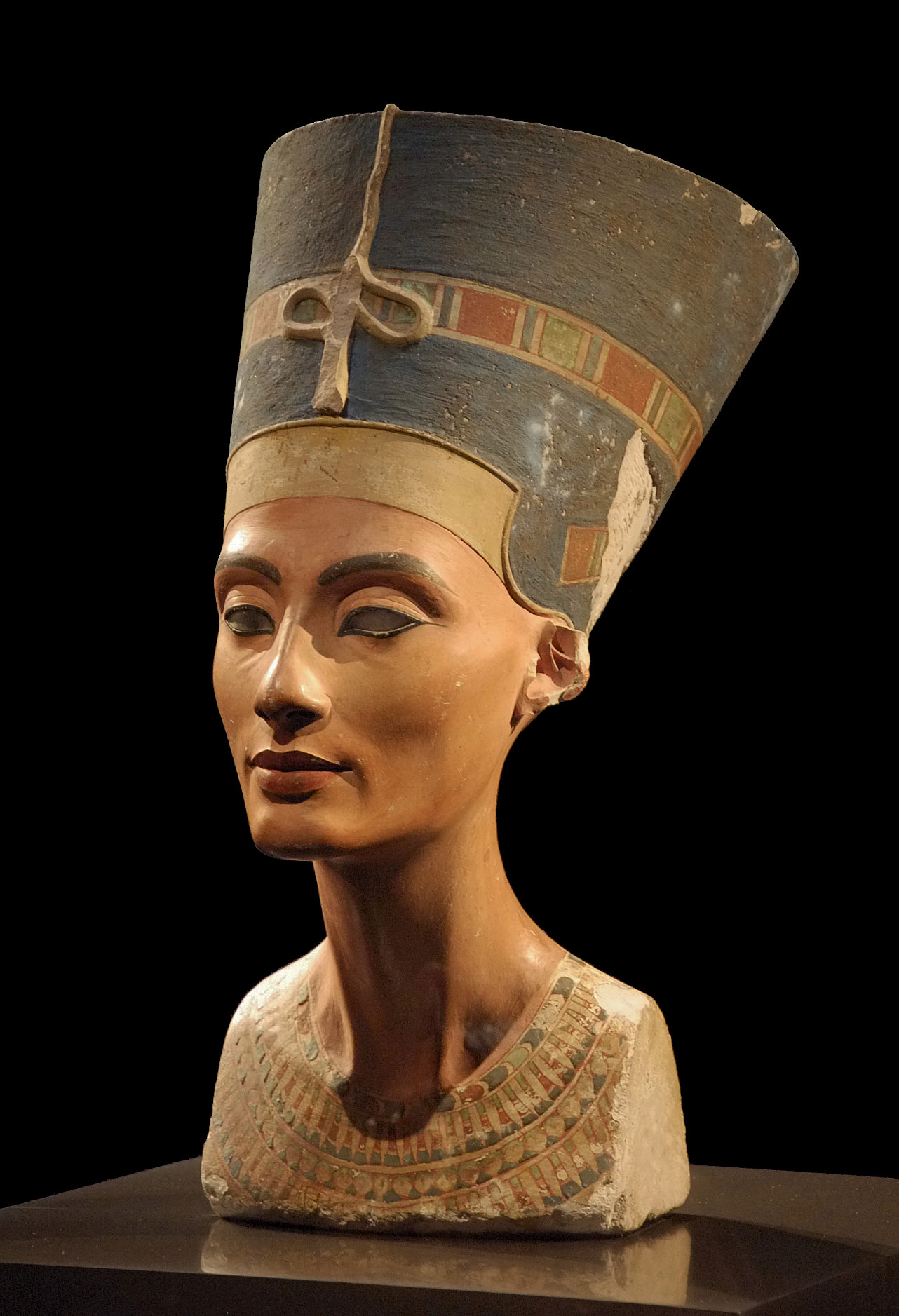
네페르티티 흉상

네페르티티 흉상(Nefertiti Bust)은 이집트 파라오인 아크나톤의 아내인 네페르티티의 모습을 석회암으로 조각해 스투코로 덧칠한 흉상이다. 이집트의 아마르나에서 발견되었다는 것을 근거로 기원전 1345년 투트모세가 작업한 것으로 추정된다. 고대 이집트의 가장 많은 복제품이 있는 유물 중 하나이다. 네페르티티는 이 유물을 통해 고대 여성의 대표적인 미의 기준이 되었다.
1912년 투트모세의 공방에서 독일 고고학자인 루트비히 보르카르트가 이끄는 팀이 발견했다. 현재는 베를린 신 박물관에 소장되어있다.
네페르티티 흉상은 고대 이집트와 마찬가지로 베를린의 문화적 상징이 되었다. 이집트 측의 반환요구로 1924년부터 이집트와 독일 사이의 강력한 논쟁이 진행 중이다. 이집트 고고학자들은 네페르티티 흉상이 반출된 이후 한번도 그 실체를 볼 수 없게 되었다.